# Willy Salzedo
Willy Salzedo, né à Basse-Terre le 3 février 1961 est un pianiste, auteur, compositeur, réalisateur, arrangeur, guadeloupéen, qui s'est imposé comme l'un des grands compositeur de la chanson caribéenne.

## Biographie
C'est en 1983 qu'il montre ses premières armes en collaborant avec Pierre Edouard Decimus le fondateur du groupe Kassav’. Mais c'est en 1986 qu'il a su acquérir un certain succès en tant que compositeur et directeur artistique de la chanteuse guadeloupéenne Tanya Saint-Val, l’une des plus belles voix de la Caraïbe, en lui composant ses plus grands succès (Chalè, Carole, Météw cool, Lanmou kréyol, Misyé Pierrot, Tropical, pour les plus connus), et ce durant près de treize ans.
Créateur souvent dans l'ombre, Willy Salzedo affirme une maturité de jeu et d’écriture notamment pour des artistes tels que : Jocelyne Béroard, Tony Chasseur, Tatiana Miath, Valérie Odina, Claudine Pennont, Dominique Zorobabel, Rodrigue Marcel, Jacques D’Arbaud, Thierry Cham, Sonia Dersion, Jocelyne Labylle,  Dominik Coco, Jane Fostin, V-ro et Dédé St Prix. 
Après avoir réalisé tous les albums de Tanya Saint-Val de 1986 à 1995, le succès des deux albums Duos du soleil en 1997 et 2000 vient confirmer ses capacités de réalisateur avec son complice Joël Jaccoulet.
En 2003, il présente pour ses 20 ans de carrière le concept Sugar Ladies, un album conçu comme un hommage à la femme caribéenne, à travers les voix de sept interprètes féminines. Par cette expérience, il a pu faire découvrir au public le potentiel vocal de certaines jeunes chanteuses ultramarines très talentueuses dont Béatrice Poulot (it).
Willy Salzedo est membre du groupe Moun Karayib de 2002 à 2008, en compagnie d'Olivier Jean-Alphonse, Stéphane Castry et Jérôme Castry.
En juin 2024, Willy Salzedo se produit pour la première fois sur la scène du MACTe  et non en tant qu'accompagnateur. Il repense 12 titres de son répertoire en version instrumentale pour un quintet, piano, basse, batterie et deux violons.

## Romans
- 2015 : Mon histoire du Zouk (Autobiographie), Editions Nestor, 2015, 181 p. (ISBN 978-2-36597-130-0)

## Récompenses
- Prix SACEM Guadeloupe pour le meilleur album en 2001 avec Duos du soleil,
- 3e Prix au concours de la plus belle biguine au Centre des Arts en 2003,
- Prix SACEM Martinique pour le meilleur zouk sur l’album « Madousinay » de Jocelyne Béroard en 2004,